# Out There Somewhere
Out There Somewhere é um jogo eletrônico de ação para computador, desenvolvido pelo estúdio brasileiro MiniBoss.
O jogo foi lançado no dia 21 de fevereiro de 2012, e mistura elementos de jogos de plataforma e puzzle com um visual 16 bits.

## Trilha-Sonora
Todas as músicas compostas por Iuri Rodrigues, exceto onde indicado.
| N.º | Título                                            | Compositor(es)               | Duração |  |
| 1.  | "Theme"                                           |                              | 01:42   |  |
| 2.  | "Call Yuri"                                       |                              | 01:46   |  |
| 3.  | "Space Battle"                                    |                              | 01:39   |  |
| 4.  | "Planet: Unknown"                                 |                              | 03:32   |  |
| 5.  | "Dark Surfaces"                                   |                              | 02:39   |  |
| 6.  | "Dark Citadel"                                    |                              | 02:22   |  |
| 7.  | "First Tower"                                     |                              | 02:42   |  |
| 8.  | "The Traitor"                                     |                              | 00:54   |  |
| 9.  | "Alien City"                                      |                              | 02:01   |  |
| 10. | "The Caves"                                       |                              | 02:15   |  |
| 11. | "Junkyard"                                        |                              | 01:27   |  |
| 12. | "Last Tower"                                      |                              | 02:19   |  |
| 13. | "Grigori Battle"                                  |                              | 02:18   |  |
| 14. | "Let's Finish This in Space"                      | Orquestrado por Rafa Miranda | 01:43   |  |
| 15. | "The End"                                         |                              | 02:55   |  |
| 16. | "Credits"                                         |                              | 02:09   |  |
| 17. | "First Tower Groove (performada por Os Gameboys)" | Os Gameboys                  | 04:38   |  |
| 18. | "Space Battle (Guitar Version)"                   |                              | 01:23   |  |
| 19. | "Red Planet"                                      |                              | 01:58   |  |
| 20. | "Drop on Lava"                                    |                              | 00:07   |  |
| 21. | "Theme (Original Version)"                        |                              | 01:05   |  |
| 22. | "Call Yuri (Original Version)"                    |                              | 01:07   |  |
| 23. | "Space Battle (Original Version)"                 |                              | 01:29   |  |
| 24. | "Planet: Unknown (Original Version)"              |                              | 02:35   |  |
| 25. | "Dark Surfaces (Original Version)"                |                              | 01:43   |  |
| 26. | "Dark Citadel (Original Version)"                 |                              | 01:56   |  |
| 27. | "First Tower (Original Version)"                  |                              | 01:48   |  |
| 28. | "The Traitor (Original Version)"                  |                              | 00:25   |  |
| 29. | "Alien City (Original Version)"                   |                              | 02:25   |  |
| 30. | "The Caves (Original Version)"                    |                              | 01:18   |  |
| 31. | "Junkyard (Original Version)"                     |                              | 00:35   |  |
| 32. | "Last Tower (Original Version)"                   |                              | 01:30   |  |
| 33. | "Grigori Battle (Original Version)"               |                              | 01:14   |  |
| 34. | "Let's Finish This in Space (Original Version)"   |                              | 01:18   |  |
| 35. | "Huge Success"                                    |                              | 01:26   |  |

## Prêmios e Indicações
| Ano  | Prêmio                                | Categoria        | Resultado | Ref.        |
| ---- | ------------------------------------- | ---------------- | --------- | ----------- |
| 2012 | Brazilian International Game Festival | Revelação Brasil | Venceu    | [ 4 ] [ 5 ] |